# 2147483647
2 147 483 647 nebo slovy dvě miliardy sto čtyřicet sedm milionů čtyři sta osmdesát tři tisíc šest set čtyřicet sedm je přirozené číslo. Jedná se o Mersennovo prvočíslo (neboť je rovno 231−1), v pořadí osmé.
Že se jedná o prvočíslo, dokázal již Leonhard Euler, který o tom napsal v roce 1772 v dopise Danielovi Bernoullimu. K důkazu použil vylepšenou metodu Pietra Cataldiho, takže mu stačilo vyloučit 372 možných dělitelů. Je pravděpodobné, že až do roku 1867 se jednalo o největší známé prvočíslo.

## Význam ve výpočetní technice
Číslo 2147483647 je nejvyšší hodnota, které mohou nabývat 32bitové celočíselné proměnné se znaménkem. Ty jsou hojně používány, a proto se jedná o přirozený limit hodnot v mnoha aplikacích i počítačových hrách. Jakožto extrémní hodnota se také často objevuje, je-li v programu chyba a dojde k přetečení.
Jedno z důležitých využití takové proměnné je i typ time_t, který je na UN*Xových systémech používán k reprezentaci času podle standardu POSIX. Tato reprezentace má podobu počtu sekund od půlnoci 1. ledna 1970 a nejvyšší hodnota, kterou může obsahovat, je tedy 2147483647 sekund od oné půlnoci, tedy 03:14:07, 19. ledna 2038. Možné komplikace, které vzhledem k širokému rozšíření UN*Xových systémů mohou v tento den nastat, se souhrnně označují problém roku 2038.